# Aita Gasparin
Aita Gasparin (Samedan, 9 de febrero de 1994) es una deportista suiza que compite en biatlón. Sus hermanas Selina y Elisa compiten en el mismo deporte.
Ganó una medalla de bronce en el Campeonato Europeo de Biatlón de 2022, en el relevo mixto. Participó en dos Juegos Olímpicos de Invierno, en los años 2014 y 2018, ocupando el octavo lugar en Sochi 2014, en la prueba de relevo.

## Palmarés internacional
| Campeonato Europeo | Campeonato Europeo | Campeonato Europeo | Campeonato Europeo |
| Año                | Lugar              | Medalla            | Prueba             |
| ------------------ | ------------------ | ------------------ | ------------------ |
| 2022               | Arber (Alemania)   | Medalla de bronce  | Relevo mixto       |